# Virgen del Cisne (Piura)
Virgen del Cisne es una localidad peruana ubicada en el distrito de Las Lomas, perteneciente a la provincia y departamento de Piura, al norte del Perú. 

## Ubicación
Virgen del Cisne se ubica al norte de la provincia de Piura, en el distrito de Las Lomas, en el departamento de Piura.

## Demografía
En 2017 Virgen del Cisne tenía una población de 33 habitantes.